# Guttorm Berge
Guttorm Berge (Vardal, 19 aprile 1929 – Høvik, 13 marzo 2004) è stato uno sciatore alpino norvegese.

## Palmarès

### Olimpiadi
- Bronzo a Oslo 1952 nello slalom gigante.